# Garden & Forest
Garden & Forest, (abreujat Gard. & Forest), va ser una revista il·lustrada amb descripcions botàniques que va ser editada des de l'any 1888 fins al 1897, amb el nom de Garden and Forest; a Journal of Horticulture, Landscape Art and Forestry.